# Андрија Делибашић
Андрија Делибашић (Никшић, 24. април 1981 — Подгорица, 19. март 2025) био је црногорски фудбалски тренер и фудбалер, који је играо на позицији нападача.

## Биографија
Рођен је 24. априла 1981. године у Никшићу од оца Славка и мајке Драгице.
После боравка у млађим категоријама Партизана, дебитовао је за први тим 1999. године и у наредних пет година на 100 првенствених утакмица постигао чак 48 голова. Са Партизаном је освојио две титуле првака – 2001/02. и 2002/03, и један куп, 2001. Осим по многим головима, остао је упамћен по томе што је током првог уласка Партизана у Лигу шампиона био једини стрелац за Партизан у групној фази – постигао је голове против Порта и Олимпик Марсеља. Из Партизана одлази 2004. године у шпанску Мајорку, а током боравка у том клубу бива прослеђиван на позајмице у следеће клубове – Брага, АЕК из Атине, Беира Мар, Реал Сосиједад, да би 2008. потписао за Eркулес, а након тога је три сезоне играо за Рајо Ваљекано. Пред крај каријере је играо у тајландском Ратчабурију а последњи клуб му је био Сутјеска.
За репрезентацију Црне Горе је наступао од 2009. до 2013. и за то време одиграо 20 утакмица и постигао 6 голова.

## Смрт
Преминуо је 19. марта 2025. године после дуге и тешке болести. Сахрањен је 21. марта на Градском гробљу у Никшићу.

## Трофеји
Партизан
- Првенство СР Југославије (2) : 2001/02, 2002/03.
- Куп СР Југославије (1) : 2000/01.

Бенфика
- Првенство Португала (1) : 2004/05.